# The God of High School
The God of High School (갓 오브 하이스쿨?, Godeunghaggyo sinLR) è un manhwa sudcoreano disegnato e ideato da Yongje Park. È pubblicato in forma gratuita in lingua inglese sulla piattaforma Webtoon, ed è distribuito a colori e in formato webtoon: ogni capitolo è costituito da una pagina molto lunga a scorrimento verticale, con un layout particolarmente adatto alla lettura su dispositivi come tablet e smartphone. In Italia la serie è stata annunciata al Lucca Comics & Games 2021 da Star Comics la quale pubblica la serie a partire dal 1º marzo 2023.
Ha ricevuto un videogioco per cellulari e cortometraggio di animazione originale (ONA) collegato alla colonna sonora del gioco. Una serie televisiva anime prodotta da MAPPA è stata trasmessa dal 6 luglio al 28 settembre 2020.

## Trama

### Capitolo 1
Il God of High School (GOH) è un torneo mondiale di arti marziali, a cui possono partecipare lottatori delle scuole superiori che usano qualsiasi stile di combattimento, invitati direttamente dall'organizzazione della competizione. A chiunque vincerà il torneo verrà realizzato un qualunque desiderio. Mori Jin è un ragazzo di 17 anni di Seul che viene invitato al torneo, dopo aver dato prova della sua forza in un combattimento con un membro dell'organizzazione del torneo, il Giudice R. Decide quindi di partecipare per potersi confrontare con i lottatori più forti della Corea del Sud. Mori è un esperto di Taekwondo Rinnovato, un immaginario stile di combattimento derivato dal taekwondo. Il giorno inaugurale, sulla strada per arrivare al palazzetto dove si terrà il torneo, mentre insegue un ladro, conosce Mira Yoo, ultima erede dello Stile di Spada Luce della Luna ("Wolgwang"), e Daewi Han, esperto di Karate Full Contact ("Karate Kyokushin"), due partecipanti al torneo.
Una volta iniziato il torneo, partecipano combattenti come; Go Gamdo, un onorevole combattente di Tai Chi, Ma Miseon, un avvenente wrestler, Jahee Byeong, un praticante di capoeira, Baek Seughchul, un genio armato di una mazza metallica e Gang Manseok, spietato praticante di ITF taekwondo. Jin partecipa al torneo di qualificazione e lì rivela col tempo incredibili abilità fisiche che lasciano basiti gli stessi giudici. Jin infatti è il nipote di Jin Taejin, un guerriero dalla potenza devastante che in passato tenne testa a tutti "I Sei", gli umani più forti della terra (di cui uno, Park Mujing, il fondatore del GOH). Nella finale del torneo egli sfida Han, che partecipa allo scopo di salvare un vecchio amico ammalato terminale che purtroppo morirà. Jin ne esce vincitore e tra loro due e Mira nasce l'amicizia.
Un giorno un ricco imprenditore, Oh Seukjin, chiede in matrimonio Mira che accetta, in modo da migliorare le condizioni della sua famiglia. L'uomo però si rivela in realtà intenzionato alla sua spada (che è un "Tesoro Nazionale") Mori e Han lo scoprono rivelando a Mira la sua vera natura. Seukjin rivela un suo potere, "Borrowed Power", ma Mira lo sconfigge a mani nude. Seukjin però riesce a scappare. 
Nel mentre Jin Taejin viene sconfitto e catturato da una misteriosa organizzare chiamata NOX, e Mubong lo comunica a Mori. Egli, Han & Mira si iscrivono al torneo nazionale come il "team della capitale" e si fanno valere in vari scontri anche contro possessori di "Borrowed Powers" e anche contro membri della NOX, che si sono infiltrati tra i partecipanti, uno di questi, Fei Long, attira Jin lontano dal torneo (fingendosi suo nonno grazie al suo Borrowed Power "Doppelganger") ma viene sconfitto. Durante lo svolgimento del torneo Jin viene sconfitto da Park ilPyo che rivela il suo borrowed Power, Hojosa (ispirato alla volpe kurama). Nello scontro finale ilpyo affronta Jegal Taek che vuole affrontare per vendicare la sua amica Park Seungyeon che Jegal a ferito letalmente alla gamba. Durante lo scontro Jegal si rivela più forte del previsto, anzi si rivela il possessore di un potere mostruoso e misterioso che gli permette di assorbire qualunque cosa chiamato "Original Greed".

## Media

### Manhwa
L'autore della serie, Yongjie Park, si è laureato in animazione di cartoni animati alla Sunchon National University. Ispirato dal genere d'azione e da Dragon Ball, Park ha debuttato sotto lo pseudonimo di "Tough Guy" 쎈놈?, pubblicando le sue opere su Naver Webtoon dal 2008 al 2009. Questo manhwa, ambientato tra i liceali della città natale di Park, Suncheon, è stato ben accolto e lo ha ispirato a perseguire un'opera d'azione "totalmente irrealistica al 100%", in cui liceali di tutto il mondo si sfidano per diventare il Dio delle scuole superiori.
La serie è stata lanciato sulla piattaforma di webtoon Naver Webtoon l'8 aprile 2011. I capitoli vengono raccolti in volumi dalla casa editrice Imageframe sotto l'etichetta Root a partire dal 31 gennaio 2017.
The God of High School è stato uno dei primi webtoon a ricevere una traduzione ufficiale in inglese da LINE Webtoon nel luglio 2014.
In Italia la serie è stata annunciata al Lucca Comics & Games 2021 da Star Comics la quale pubblica la serie a partire dal 1º marzo 2023.
| Nº | Data di prima pubblicazione | Data di prima pubblicazione | Data di prima pubblicazione | Data di prima pubblicazione |
| Nº | Coreana                     | Coreana                     | Italiano                    | Italiano                    |
| -- | --------------------------- | --------------------------- | --------------------------- | --------------------------- |
| 1  | 31 gennaio 2017             | ISBN 978-8-96-052321-0      | 1º marzo 2023               | ISBN 978-88-226-3678-2      |
| 2  | 24 settembre 2020           | ISBN 979-1-16-085824-2      | 19 aprile 2023              | ISBN 978-88-226-3682-9      |
| 3  | 25 febbraio 2021            | ISBN 979-1-19-122543-3      | 21 giugno 2023              | ISBN 978-88-226-4081-9      |
| 4  | 15 gennaio 2023             | ISBN 979-1-16-769205-4      | 23 agosto 2023              | ISBN 978-88-226-4166-3      |
| 5  | —                           | —                           | 20 dicembre 2023            | ISBN 978-88-226-4303-2      |
| 6  | —                           | —                           | 17 settembre 2024           | ISBN 978-88-226-5046-7      |
| 7  | —                           | —                           | 28 gennaio 2025             | ISBN 978-88-226-5418-2      |

### Romanzo
Una light novel spin-off del webtoon, The God of High School:Eclipse, scritta da Bloody e illustrata da Park Yongje, è stata pubblicata dal 2 aprile 2015 al 28 luglio 2016 sulla piattaforma di web novel Naver Novel di Naver.

### Videogiochi
Il 14 agosto 2014, YD Online ha annunciato di aver acquisito i diritti IP di The God of High School per sviluppare un videogioco basato sul webtoon. Il 25 maggio 2015 è stato poi pubblicato un gioco di ruolo mobile a squadre omonimo. L'11 agosto 2016 è stato pubblicato su YouTube un video musicale della colonna sonora del gioco con la cantante Younha come voce principale.
Un GdR mobile 3D intitolato G.O.H. – The God of High School (G.O.H - 갓오브하이스쿨?, G.O.H - gas-obeuhaiseukulLR) sviluppato da SN games Corp. è stato pubblicato il 19 luglio 2016, con una versione inglese distribuita il 12 settembre 2018. Jin Mo-ri è stato doppiato da Kang Soo-jin, noto come il doppiatore coreano di Monkey D. Rufy di One Piece.
Inoltre, i personaggi di Jin Mo-ri, Yu Mi-ra e Park Il-pyo appaiono come personaggi giocabili nel picchiaduro 3D Lost Saga di I.O. Entertainment.
Nel 2019 è stato pubblicato un GdR cross-webtoon intitolato Hero Cantare, con The God of High School e altre serie popolari come Tower of God e Hardcore Leveling Warrior.

### Anime

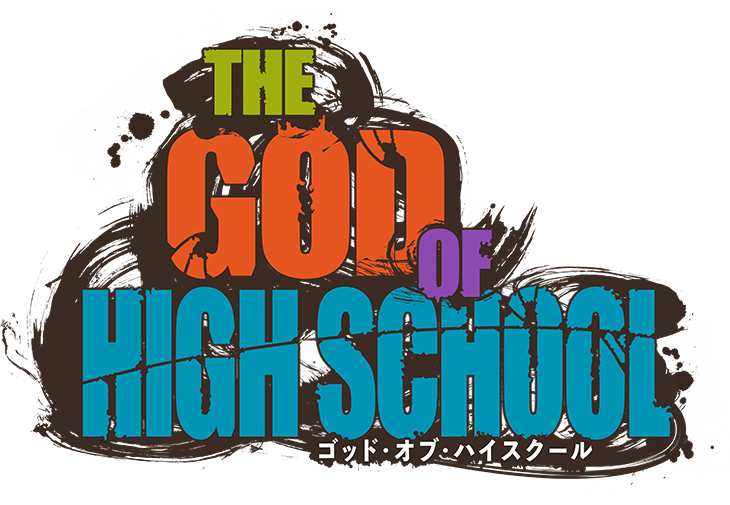
Logo della serie

Un adattamento anime della serie è stato annunciato nel febbraio 2020. La serie è stata animata dallo studio MAPPA in collaborazione con Sola Entertainment che si è occupata della gestione della produzione. L'anime è diretto da Sunghoo Park, con la sceneggiatura scritta da Kiyoko Yoshimura, il character design curato da Manabu Akita e la colonna sonora composta da Alisa Okehazama. La sigla d'apertura è Contradiction feat. Tyler Carter di KSUKE mentre quella di chiusura è WIN dei CIX. L'anime è stato trasmesso dal 6 luglio al 28 settembre 2020 su Tokyo MX e AT-X in Giappone e su Aniplus e Naver Series On in Corea del Sud. Crunchyroll fa parte del comitato di produzione della serie che l'ha trasmessa in simulcast alla trasmissione giapponese. Muse Communication ha concesso la licenza per la serie nel sud-est asiatico e nell'Asia meridionale e l'ha pubblicata sul suo canale YouTube Muse Asia e su iQIYI. L'11 agosto 2020, Crunchyroll ha annunciato che la serie avrebbe ricevuto un doppiaggio in inglese e sarebbe stata trasmesso a partire dal 24 agosto 2020. Viz Media ha concesso la licenza per la distribuzione in home video in Nord America ed è stata pubblicata in Blu-ray il 19 aprile 2022.
L'anime presenta anche un easter egg, in cui sul ring di combattimento sono presenti i loghi di Crunchyroll e Naver Webtoon, il che implica che la competizione è sponsorizzata da loro.

#### Episodi
| Nº | Titolo italiano Coreano                             | In onda           | In onda |
| Nº | Titolo italiano Coreano                             | Giapponese        |         |
| 1  | set up/stand up 「설정 / 일어」 - Seoljeong / Il-eo | 6 luglio 2020     |         |
| 2  | renewal/soul 「갱신 / 영혼」 - Gaengsin / Yeonghon  | 13 luglio 2020    |         |
| 3  | wisdom/kingdom 「지혜 / 왕국」 - Jihye / Wang-gug   | 20 luglio 2020    |         |
| 4  | marriage/bonds 「결혼 / 본드」 - Gyeolhon / Bondeu  | 27 luglio 2020    |         |
| 5  | ronde/hound 「론드 / 하운드」 - Ronde / Haundo      | 3 agosto 2020     |         |
| 6  | fear/SIX 「恐怖 / 식스」 - Gongpo / Sigseu          | 10 agosto 2020    |         |
| 7  | anima/force 「애니 마 / 포스」 - Aeni ma / Poseu    | 17 agosto 2020    |         |
| 8  | close/friend 「친한 / 친구」 - Chinhan / Chingu     | 24 agosto 2020    |         |
| 9  | curse/cornered 「저주 / 코너」 - Jeoju / Koneo      | 31 agosto 2020    |         |
| 10 | oath/meaning 「선서 / 의미」 - Seonseo / Uimi       | 7 settembre 2020  |         |
| 11 | lay/key 「레이 / 키」 - Lei / Ki                    | 14 settembre 2020 |         |
| 12 | FOX/GOD 「여우하 / 하느님」 - Yeou / Haneunim       | 21 settembre 2020 |         |
| 13 | GOD/GOD 「하느님 / 하느님」 - Haneunim / Haneunim   | 28 settembre 2020 |         |

### Altri media
La serie è stata inserita nel reality show musicale sudcoreano Webton Singer, trasmesso sul servizio di streaming Tving il 17 febbraio 2023, che presentava le esibizioni di artisti K-pop combinando i webtoon con la tecnologia della realtà estesa.

## Accoglienza
Nicole Mejias di Crunchyroll ha dichiarato che la serie, quando è stata pubblicata su Line Webtoon, è stata facilmente vendibile in quanto evocava ricordi di "anime classici di battaglie scolastiche" come Inferno e paradiso e videogiochi picchiaduro, affermando che la serie ha un'azione di "alto livello" con "disegni splendidi", insieme a "varie arti marziali e abilità" del cast principale.